# 龍誥
龍誥（1465年—？年），字孔錫，湖广长沙府攸縣人，明朝政治人物。

## 生平
治《易經》，行一，由國子生中式弘治二年己酉科（1489年）湖廣鄉試第二十名舉人，年四十四歲中式正德三年（1508年）戊辰科會試第二百六十五名，第三甲第一百八十二名進士。授临川县知县，擢户部主事，厯郎中，出知庐州府。歲荒出赈，奏罢马价、茶芽等税，全活者数十万人。嘉靖三年（1524年）十二月升四川按察司副使，五年八月升广西右参政。

## 著作
有《东州奏议》、《庐阳荒政録》。

## 家族
曾祖龍楚珍。祖父龍绍祖。父龍时熙。母谭氏。慈侍下。弟诏、词、谦、让。